# Myrmeleon (Myrmeleon) lethifer
Myrmeleon (Myrmeleon) lethifer is een insect uit de familie van de mierenleeuwen (Myrmeleontidae), die tot de orde netvleugeligen (Neuroptera) behoort. 
Myrmeleon (Myrmeleon) lethifer is voor het eerst wetenschappelijk beschreven door Walker in 1853.